# Milton, Wisconsin
Milton là một thành phố thuộc quận Rock, tiểu bang Wisconsin, Hoa Kỳ. Năm 2000, dân số của thành phố này là 5132 người.